# Lin Yeong-Cheng
Lin Yeong-Cheng es un deportista taiwanés que compitió en taekwondo. Ganó una medalla de bronce en el Campeonato Asiático de Taekwondo de 1992, en la categoría de –54 kg.

## Palmarés internacional
| Representando a China Taipéi |                        |                   |           |
| Campeonato Asiático          |                        |                   |           |
| Año                          | Lugar                  | Medalla           | Categoría |
| 1992                         | Kuala Lumpur (Malasia) | Medalla de bronce | –54 kg    |